# Petrobrusianer
Die Petrobrusianer (oder Brusianer) waren eine häretische Sekte im Frankreich des 12. Jahrhunderts.
Peter de Bruys (Bruis, Brusius) stammte aus der Provence und verwarf die äußerliche, sichtbare Kirche, da seiner Ansicht nach die wahre unsichtbare Kirche doch nur in den Herzen der Gläubigen zu suchen sei. Seine Anhänger eiferten mit Fanatismus gegen die Taufe von Kindern, die Heilige Messe, den Zölibat und gegen den äußeren Kultus, der nur die wahre Gottesverehrung hindere.
Um 1124 wurde Peter de Bruys vom Pöbel verbrannt. Die Anhänger zogen in der Provence und in der Gascogne umher, zerstörten Kirchen, verbrannten  Kruzifixe und Reliquien, misshandelten Priester und zwangen sie zur Ehe. Nach dem Tod Peters schlossen sie sich Heinrich von Lausanne an, bis es um 1150 Bernhard von Clairvaux und einem päpstlichen Legaten gelang, sie bis auf wenige Überreste auszurotten.
Die einzigen Nachrichten über die Gruppe stammen von Petrus Venerabilis, der in seinem Tractatus contra Petrobrusianos fünf ihrer Lehren als „Irrtümer“ bezeichnete und verurteilte; sowie aus einer Bemerkung bei Abelard.